# 보잉 B-52 스트래토포트리스
보잉 B-52 스트래트포트리스(영어: Boeing B-52 Stratofortress)는 1955년부터 미 공군에서 운용 중인 장거리 아음속 전략 폭격기이다.

## 역사
B-52는 생산되기 전 터보프롭 엔진에서 8기의 제트 엔진으로 설계가 변경되었다. 미·소 냉전 시기에 전쟁 억지력을 확보하기 위해 핵탄두를 탑재할 수 있도록 설계되었다. 미국 공군에서 마하 3 속도의 XB-70 발키리, 초음속 폭격기 B-1B 랜서, 스텔스 폭격기 B-2 스피릿으로 대체하자는 제안이 나옴에도 불구하고 B-52의 높은 성능과 저렴한 운영비로 인해 계속 유지시키려 했으나 2008년 7월 21일 괌에서 추락함으로써 퇴역하기 시작했고 일부는 개량 사업이 진행 중이다.
하지만 차세대 폭격기 사업이 늦어짐에 따라 남은 76기는 계속 운용할 예정이다. 현재 이 폭격기가 전시되어 있는 곳은 미국과 영국 그리고 대한민국의 전쟁기념관뿐이다.
만재중량 120톤 B-52는 F-16급 엔진 8개를 장착하고도 속도가 느리다. 대신 가격이 천억원으로 싸다. B-52를 대체하기 위해 만든 B-1 랜서 폭격기는 만재중량 148톤에 F-16급 엔진 4개를 장착하고 초음속의 속도를 낸다. 대신 가격이 5천억원으로 비싸다. B-2 스피릿 폭격기는 만재중량 152톤에 F-16급 엔진 4개를 장착하고 스텔스 성능을 가진 대신 속도는 느리다. 가격은 2조원이다.

## 핵무기 제거
2015년까지 B-52H 폭격기에는 B61, B83 핵폭탄이 장착되었다.
그러나, 2016년 부터 B-2 스피릿 스텔스 폭격기에만 B61, B83 핵폭탄을 장착한다.
B-52H에는 ALCM만 장착하는 것으로 정책이 변경되었다.
- B61 - 무게 320 kg, TNT 330 kt
- B83 - 무게 1.1톤, TNT 1.2 Mt
- ALCM - 순항미사일, B-52 폭격기에 20발 탑재. TNT 150 kt W80 수소폭탄, 무게 1.43톤, 사거리 2,400 km

## 제원(B-52H)
일반

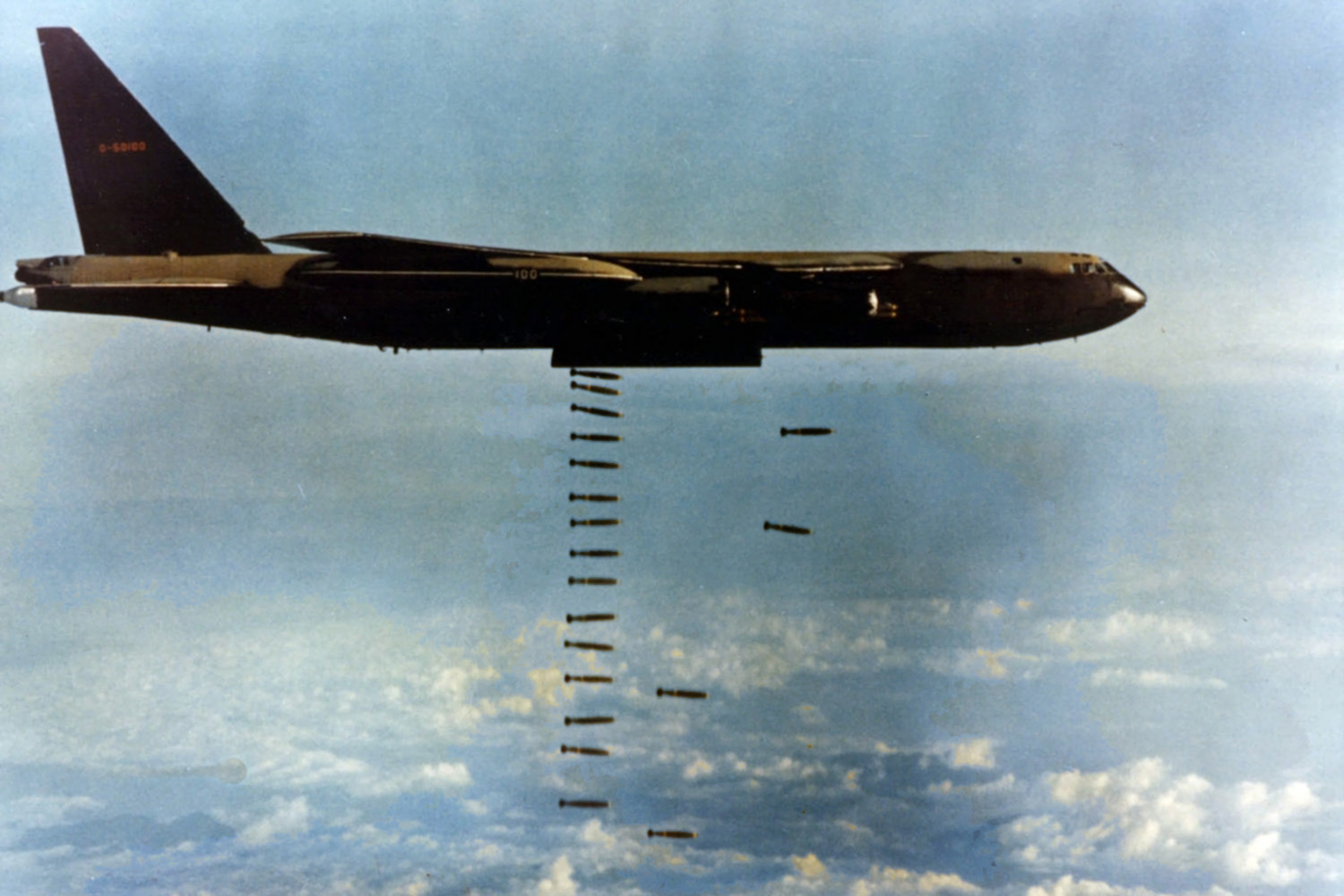
베트남 전쟁 당시 베트남을 폭격하고 있는 B-52D

- 승무원: 5명(기장, 부기장, 무기시스템 관제사, 항법사, 전자전)
- 길이: 159 ft 4 in (48.5 m)
- 날개폭: 185 ft 0 in (56.4 m)
- 높이: 40 ft 8 in (12.4 m)
- 날개면적: 4,000 ft² (370 m²)
- 날개: NACA 63A219.3 mod root, NACA 65A209.5 tip
- 경하중량: 185,000 lb (83,250 kg)
- 만재중량: 265,000 lb (120,000 kg)
- 최대이륙중량: 488,000 lb (220,000 kg)
- 연료용량: 181,725 L
- 엔진: 8× 프랫 & 휘트니 TF33-P-3/103 터보팬, 17,000 lbf (76 kN) each
- 비탑재 항력계수: 0.0119 (어림값)
- 항력유발면적: 47.60 ft² (4.42 m²)
- 종횡비: 8.56

성능
- 최고속도: 560 kt (650 mph, 1,000 km/h)
- 작전반경: 4,480 mi (3,890 NM, 7,210 km)
- 항속거리: 11,000 mi (9,560 nm, 15,000 km)
- 상승고도: 50,000 ft (17,000 m)
- 상승률: 6,270 ft/min. (31.85 m/s)
- 탑재량/날개폭: 30 lb/ft² (150 kg/m²)
- 추력/중량: 0.51

무장
- 기관총: 20 mm M61 Vulcan
- 무장: 60,000 lb 이상 (27,200 kg 이상) 폭탄, 미사일, 공뢰 등

## 같이 보기

### 관련된 개발
- B-47 스트래토젯

### 비교 가능한 비행기
- 컨베이어 YB-60
- 투폴레프 Tu-95
- B-47 스트래토젯